# Aspilatopsis orthobates
Aspilatopsis orthobates là một loài bướm đêm trong họ Geometridae.